# Altenberg bei Linz
Pour les articles homonymes, voir Altenberg.
Altenberg bei Linz est une commune autrichienne du district d'Urfahr-Umgebung en Haute-Autriche.